# Pyralis caustica
Pyralis caustica es una especie de polilla del género Pyralis, tribu Pyralini, familia  Pyralidae. Fue descrita científicamente por Meyrick en 1884.

## Descripción
La envergadura es de 22 milímetros.

## Distribución
Se distribuye por Australia.